# Лісгосп (Ульяновська область)
Лісгосп (рос. Лесхоз) — селище в Кузоватовському районі Ульяновської області Російської Федерації.
Населення становить 81 особу. Входить до складу муніципального утворення Коромисловське сільське поселення.

## Історія
Від 2004 року входить до складу муніципального утворення Коромисловське сільське поселення.

## Населення
| 2010 |
| ---- |
| 81   |